# ジャッザール・パシャ

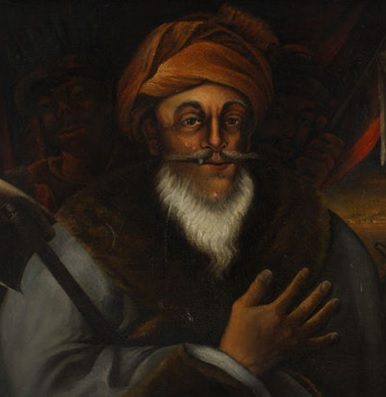
ジャッザール・パシャ

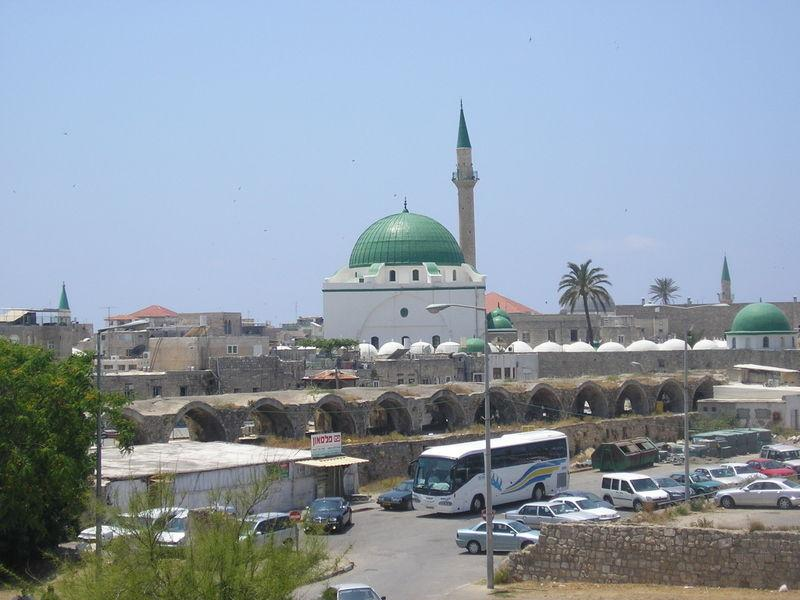
アッコのアル・ジャッザール・モスク

ジャッザール・パシャ（Jezzar Paşa、1720年（一説には1708年） - 1804年）またはアフマド・アル＝ジャッザール（Ahmad al-Jazzar）は、オスマン帝国のアッコおよびガリラヤの支配者。1775年から死去までその地位にあり、アッコで死去した。

## 経歴
ジャッザール・パシャは当時オスマン帝国領だったボスニアのストラツ（Stolac）で生まれ、もともとはキリスト教徒であったが、改宗してエジプトの有力マムルークであったアリ・ベイのマムルークとなった。1768年に露土戦争が起こると、主人であったアリ・ベイは当時アッコを支配していたザーヒル・ウマルと同盟してオスマン帝国への反乱を起こしたものの、失敗に終わり殺害された。ジャッザール・パシャはその後の混乱に乗じ、ザーヒル・ウマルの敗死によって空白となったシドン地区の支配権を1775年にオスマン帝国から得ると、アッコに本拠地を置いた。
ジャッザール・パシャの「ジャッザール」とは、「屠殺人」という意味で、その残虐さと強権支配のゆえにあだ名された。誰かが彼の気分を害した場合に備えて、ジャッザール・パシャの赴くところにはいつも移動式絞首台が付き従ったという。

## アッコの防衛
ジャッザール・パシャの名が世に知られているのは、主に、1799年にナポレオンの包囲からアッコを守り抜いたことによる（アッコ包囲戦 (1799年)）。
エジプト占領後、ナポレオンの率いるフランス軍は、オスマン帝国支配下のシリアとパレスチナに侵攻した。フランス軍はアリーシュとヤッファを占領し、また野戦ではことごとくオスマン軍に勝利したが、アッコの防備はついに破ることができなかった。フランス軍は伝染病（ペスト）によって弱体化され、また補給も得られなかった。ナポレオンとジャッザール・パシャはそれぞれ、現在のレバノンの大半を支配していたシハーブ家のバシールに援助を求めたが、バシールは中立を維持した。数ヶ月にわたる攻撃の後、ナポレオンは撤退を余儀なくされ、エジプトと東方世界を征服するというその試みは挫折した。

## 建築での業績
ジャッザール・パシャは、ダマスカスのユダヤ人財政顧問、ハイーム・ファールヒーの助けを借りて、アッコにおいて大規模な建設計画に乗り出した。それには、都市城壁の防備の強化、近郊のカブリ（Kabri）から湧き水を導く水道の改装、大きなトルコ式浴場の建設などが含まれていた。ジャッザール・パシャによって建設された歴史的建造物のうち最も重要なものは、彼の名を冠したモスクである。十字軍時代のキリスト教会の上に造られたジャッザール・モスクは、カエサリア（Caesarea）やティルスの古代ローマないしビザンチン帝国の遺跡から運ばれた円柱を利用して建てられた。モスクの中にはイスラム教の宗教学校が置かれ、後には宗教法廷としても使われた。ジャッザール・パシャとその養子である後継者スレイマン・パシャはモスクの中庭に葬られている。

## 注記
1. ↑  Egypt, 1798-1952
2. 1 2  Acre - Past and Future
3. ↑  The Ottoman Centuries: Peace and Stagnation

## 参考資料
- Egypt, 1798-1952
- Acre - Past and Future
- The Ottoman Centuries: Peace and Stagnation